# Air Canada-vlucht 797
Air Canada-vlucht 797 werd uitgevoerd met een vliegtuig van het type Douglas DC-9 dat op 2 juni 1983 tijdens een vlucht van Dallas/Fort Worth International Airport naar Montréal-Pierre Elliott Trudeau International Airport in brand vloog. Van de 46 inzittenden kwamen er 23 om bij de ramp.

## Details
Op die betreffende dag werd het vliegtuig bestuurd door piloot Donald Cameron en co-piloot Claude Ouimet. Toen het vliegtuig over Louisville, Kentucky vloog, brak er aan boord brand uit.
De brand begon in of rond de toiletten achter in het vliegtuig. De piloten hoorden een vreemd geluid en ontdekten dat de circuit breakers (zekeringsautomaten) van de toiletten waren doorgeslagen. Pogingen ze te resetten mislukten; op de cockpitvoicerecorder was meerdere malen het geluid te horen van circuit breakers die opnieuw doorsloegen. Tijdens het onderzoek naar de ramp werden in het toilet bedradingen zonder isolatie gevonden, maar het is niet duidelijk of dit de oorzaak was van de brand, of juist veroorzaakt was door de brand. Het vuur zelf brandde achter de wand van het toilet, waarbij de buitenwand van het vliegtuig dienstdeed als geleider voor de rook.
De rook begon langzaam de passagierscabine te vullen, bovendien viel de intercom uit waardoor stewardessen niet meer goed konden communiceren met de passagiers. Desondanks konden de stewardessen de passagiers bij de uitgang tonen hoe de deuren open moesten.
Cameron en Ouimet maakten met het toestel een noodlanding op het Greater Cincinnati Airport (nu Cincinnati/Northern Kentucky International Airport), in Boone County, vlak bij Cincinnati. Tijdens de evacuatie van het toestel werden de vliegtuigdeuren geopend. De verse lucht die zo naar binnen stroomde wakkerde het vuur echter aan. Binnen 90 seconden na de landing vloog ook de passagierscabine in brand. 23 passagiers kwamen om, vooral door het inademen van rook. Van de passagiers die het wel overleefden raakten er drie ernstig gewond en 13 minder ernstig. Twee passagiers kwamen er ongedeerd vanaf. Geen van de vijf bemanningsleden liep ernstige verwondingen op.
De omgekomen passagiers waren 21 Canadezen en 2 Amerikanen. Veel van de lichamen waren zo erg verbrand dat ze onherkenbaar waren geworden. Vrijwel alle slachtoffers zaten in het stuk tussen de vleugels en de cockpit. Bloedmonsters die van de lijken werden genomen bevatten hoge concentraties cyanide, fluoride en koolstofmonoxide; chemicaliën geproduceerd door het brandende vliegtuig.

Verdeling van de slachtoffers over het vliegtuig

Het vliegtuig dat voor de vlucht werd gebruikt had al een problematisch verleden. In het jaar ervoor waren er 76 onderhoudsrapporten voor het toestel ingevuld. Vier jaar eerder kreeg het toestel al te maken met explosieve decompressie waardoor de achterkant geheel herbouwd moest worden. Hierbij was ook veel van de bedrading in dit deel van het toestel vervangen. Onderzoekers probeerden te achterhalen of deze nieuwe bedrading de oorzaak was van de brand, maar konden dit niet met zekerheid vaststellen.

## Bekende passagiers
- Stan Rogers: een Canadese volkszanger bekend van nummers als "Northwest Passage", "The Mary Ellen Carter", "Song of the Candle" en "Barrett's Privateers". Hij kwam om in de brand.
- George Curtis Mathes Jr., oprichter van het naar hem vernoemde elektronicabedrijf. Ook hij kwam om in de brand.[3]

## Nasleep
Als gevolg van zowel deze ramp als soortgelijke rampen waarbij brand uitbrak in een passagiersvliegtuig, stelde de National Transportation Safety Board verschillende voorwaarden op voor de FAA, zoals het aanbrengen van rookmelders in de vliegtuigtoiletten en automatische brandblussers. Tevens werd besloten dat passagiers voortaan standaard te horen moeten krijgen hoe de nooddeuren kunnen worden geopend en werden er extra markeringen naar de dichtstbijzijnde vluchtwegen aangebracht in de cabines.
De piloten van vlucht 797 kwamen zwaar onder vuur te liggen door zowel de media als de NTSB. Ze zouden te lang hebben gewacht met het maken van een noodlanding. Ook had Cameron niet gevraagd naar de oorzaak van de brand. De piloten kregen echter steun van veel collega’s, die er bij de NTSB op aandrongen hun rapport te herzien. Cameron verklaarde later in een persconferentie dat hij dacht dat het om een prullenbakbrandje ging, iets wat wel vaker voorkwam in de toiletten van een vliegtuig toen roken aan boord nog toegestaan was. Ouimet schreef een gedetailleerde verdediging voor zichzelf en Cameron over waarom ze niet waren geland op Standiford Field Airport in Louisville, het vliegveld dat op het moment dat de brand werd ontdekt het dichtste bij was. Volgens Ouimet was dit vliegveld te dichtbij voor een veilige landing. Hier landen zou betekenen dat het toestel abnormaal snel moest dalen, wat zeker gezien de problemen met de besturing onmogelijk zou zijn geweest.
De NTSB paste haar rapport aan, met de verdediging van Ouimet erin verwerkt.